# Lytocarpia niger
Lytocarpia niger är en nässeldjursart som först beskrevs av Nutting 1905.  Lytocarpia niger ingår i släktet Lytocarpia och familjen Aglaopheniidae. Inga underarter finns listade i Catalogue of Life.